# Quiroga (Manabí)
Quiroga ist eine Ortschaft und eine Parroquia rural („ländliches Kirchspiel“) im Kanton Bolívar der ecuadorianischen Provinz Manabí. Die Parroquia besitzt eine Fläche von 61,97 km². Die Einwohnerzahl lag im Jahr 2010 bei 3767. Die Parroquia wurde am 29. Juni 1956 gegründet.

## Lage
Die Parroquia Quiroga liegt an der Westflanke der Cordillera Costanera. Der etwa 30 m hoch gelegene Hauptort befindet sich 8,5 km ostsüdöstlich des Kantonshauptortes Calceta. Der Ort liegt am Südufer des Río Carrizal 2 km unterhalb der Talsperre La Esperanza. Das Verwaltungsgebiet wird im Norden vom Río Carrizal begrenzt. Im Nordosten verläuft die Verwaltungsgrenze entlang dem Westufer des Stausees. Eine Nebenstraße führt von Caleta nach Quiroga. Sie führt von Quiroga weiter in ostsüdöstlicher Richtung und erreicht nach etwa 30 km die Fernstraße E30 (Portoviejo–Quevedo).
Die Parroquia Quiroga grenzt im Nordwesten, im Norden, im Osten und im Südosten an die Parroquia Calceta sowie im Süden und im Südwesten an den Kanton Junín.